# スーパーフライデー
『スーパーフライデー』は、TBS系列（JNN）でゴールデンタイムに放送された、レギュラー枠での単発特別番組枠である。通称『スパフラ』。

## 概要
2000年4月より、それまで放送されていた『金曜テレビの星!』をリニューアル・改題し放送開始。放送は毎週金曜19時 - 20時54分（JST）。2002年3月29日からは平日の放送時間変更に伴い、18時55分からの放送となった。
内容は『激撮!警察24時』シリーズなどのドキュメンタリー番組が主流となり、その分バラエティ関連が減少した。また『水戸黄門』・『渡る世間は鬼ばかり』・『はなまるマーケット』・『関口宏の東京フレンドパークII』などといった、定時番組の関連スペシャルも放送した事がある。
しかし、2004年頃になると視聴率1桁台を記録することが多くなってしまった。系列局によってはプロ野球中継（全国ネット枠以外）を放送することがあり、その地方については放送が休止となることもあった。また、かつては1983年からその流れで毎年12月に『日本有線大賞』を放送してきたが、J-POPアーティストが大賞などを受賞する機会が増え、2003年からは12月第3土曜日に移行されたが、2007年以降テレビ放送の役割を終える2017年まで幾度も日程が変更されていた。
その後の2006年1月6日からは、番組枠のタイトルが『金スペ!』に変更された。

## 放送リスト

### 2000年
- 4月14日：史上最強! 占い人生相談・芸能人だって悩んでいるんだぞSP!
- 4月21日：プロ野球中継「広島東洋×巨人」（中国放送・TBS共同制作）
- 4月28日：20世紀超人気スター（秘）デビューの瞬間映像大公開SP
- 5月5日：二千年の封印を解く 初公開!! 中国&インド&日本（秘）3大魔術SP
- 5月12日：プロ野球中継「阪神×巨人」（毎日放送制作）
- 5月19日：尾行スペシャル! カメラは撮った家族の秘密
- 5月26日：沼島の春よふたたび お見合い大作戦'00春
- 6月2日：プロ野球中継「中日×巨人」（中部日本放送制作）
- 6月9日：全国行方不明者大捜索SP
- 6月16日：プロ野球中継「阪神×巨人」（毎日放送制作）
- 6月23日：プロ野球中継「横浜×巨人」
- 6月30日：愛と悲劇の（秘）事件簿 一挙公開SP
- 7月7日：明石家さんま生誕45年記念番組・大成功!明石家電視台（毎日放送・TBS共同制作）
- 7月14日：究極のワケあり家計簿 超ノゾき見SP
- 7月21日：欽ちゃんの20世紀プロ野球好珍プレー!!
- 7月28日：世界どうぶつ（秘）映像アカデミー大賞2000
- 8月4日：衝撃ファイルAAA
- 8月11日：プロ野球中継「広島東洋×巨人」（中国放送・TBS共同制作）
- 8月18日：天皇家そして妻たち 運命の岐路
- 8月25日：プロ野球中継「横浜×巨人」
- 9月1日：決死の大黒博SP! 壮絶人生実録バトル
- 9月8日：奇跡を起こせ!! 愛と結城の動物救急病院
- 9月15日：不死鳥! 美空ひばり 今夜熱烈ファンに送る今世紀最後の決定版 歌の故郷に秘められた愛と感動の名曲SP
- 9月22日：シドニーオリンピック中継
- 9月29日：激闘大家族スペシャル
- 10月6日：シドニーオリンピック 凱旋帰国SP - 21時24分まで。
- 10月13日：ジャニーズ筋肉番付! 炎の体育会No.1決定戦!
- 10月20日：欽ちゃんの20世紀好珍プレー!!
- 10月27日：日本シリーズ中継「福岡ダイエー×巨人」（RKB毎日放送制作）
- 11月3日：NTTコミュニケーションズ オールスターシリーズ2000 日米野球
- 11月10日：第8回日本温泉旅館大賞
- 11月17日：ディズニーアニメ『トイ・ストーリー』
- 11月24日：沼島の春よふたたび お見合い大作戦'00秋
- 12月1日：20世紀! 名曲黄金時代SP 井上忠夫音楽葬（井上大輔追悼企画）。
- 12月8日：日本の仰天三面記事大発掘スクープ大賞
- 12月15日：発表!!第33回日本有線大賞
- 12月22日：世界スーパー映像スペシャル
- 12月29日：衝撃の家族愛スペシャル - 18時30分より。

### 2001年
- 1月5日：世界に眠る幻の未公開（秘）大発掘スペシャル
- 1月12日：全国行方不明者大捜索!!
- 1月19日：実録!! 世にも奇妙な探検SP
- 1月26日：巨大病院救命最前線 救急完全密着SP
- 2月2日：21世紀 偉大な母への感謝状!!
- 2月9日：転落人生劇場大ドンデン返しSP
- 2月16日：日本仰天三面記事スクープ大賞
- 2月23日：史上最強! 占い人生相談!! 芸能人だって悩んでるんだぞスペシャル4
- 3月2日：日本列島スクープ映像大賞
- 3月9日：愛と結城の動物救急病院 緊急密着24時
- 3月16日：大スター喝采の裏側と衝撃の真相
- 3月23日：欽ちゃんのプロ野球好珍プレー
- 3月30日：完全実録 人生修羅場スペシャル
- 4月6日：プロ野球中継「広島東洋×巨人」（中国放送・TBS共同制作）
- 4月13日：デビューお宝大放出スペシャル
- 4月20日：超衝撃ファイルAAA
- 4月27日：これが日本のスーパー名医だ
- 5月4日：プロ野球中継「横浜×巨人」
- 5月11日：プロ野球中継「中日×巨人」（中部日本放送制作）
- 5月18日：世にも奇妙な探検スペシャル
- 5月25日：プロ野球中継「阪神×巨人」（毎日放送制作）
- 6月1日：日本の仰天三面記事14
- 6月8日：全国交通警察24時 直撃! 一斉捜査SP
- 6月15日：プロ野球中継「中日×巨人」（中部日本放送制作）
- 6月22日：美空ひばり最後の真実（美空ひばり十三回忌特集）
- 6月29日：全国行方不明者大捜索SP6
- 7月6日：沼島の春よふたたび 8周年記念スペシャル
- 7月13日：ネプチューンのテレビの秘密 全部見せます
- 7月20日：世界びっくり動物アカデミー大賞
- 7月27日：COUNT DOWN TVSP
- 8月3日：プロ野球中継「横浜×巨人」
- 8月10日：はなまるマーケット超豪華版! 5周年!!すべて見せますスペシャル
- 8月17日：ワケあり家計簿のぞき見SP
- 8月24日：日本の仰天三面記事15
- 8月31日：プロ野球中継「広島×巨人」（中国放送・TBS共同制作）
- 9月7日：大研究 最新犯罪ファイルSP
- 9月14日：カメラは撮った…家族の秘密
- 9月21日：熱血警察24時!! 秋の大捜索スペシャル
- 9月28日：激闘大家族スペシャル
- 10月5日：オールスター赤面申告 ハプニング大賞2001秋
- 10月12日：ジャニーズ筋肉番付!! 炎の体育会No.1決定戦
- 10月19日：「プロ野球好珍プレー」 秋の爆笑映像大放出!! 珍プレーは不滅ですSP!
- 10月26日：実録!日本の仰天三面記事16
- 11月2日：動物救急救命病院 奇跡を起こせ!
- 11月9日：超激撮! 世界特ダネサプライズ
- 11月16日：全国交通警察24時! 直撃!! 秋の一斉大捜査スペシャル
- 11月23日：史上最高のダイエット
- 11月30日：海の大攻防戦24時スペシャル
- 12月7日：新宮さまご出産から子育てまでSP
- 12月14日：発表!!第34回日本有線大賞
- 12月21日：
- 12月28日：オールスター赤面申告 ハプニング大賞2001冬

### 2002年
- 1月4日：TBS瞬間最高視聴率ランキングベスト100!
- 1月11日：激闘大家族スペシャル
- 1月18日：熱血警察官24時
- 1月25日：日本の仰天三面記事スクープ大賞17
- 2月1日：世にも奇妙な体験SP
- 2月8日：標的はあなた!大都会最新犯罪ファイル
- 2月15日：究極のワケあり家計簿 超ノゾき見SP
- 2月22日：あの人は今!! 極秘映像満開バトル
- 3月1日：どん底人生 生き残りは1人スペシャル
- 3月8日：春の皇室スペシャル'02
- 3月15日：人生の危機脱出大作戦 絶体絶命レベルMAX
- 3月29日：オールスター赤面申告 ハプニング大賞2002春 爆笑率100％人気番組総登場スペシャル!!（この回から18時55分開始）
- 4月5日：プロ野球中継「横浜×巨人」
- 4月12日：陰陽師VS日本の悪霊たち!石田千尋の命を懸けた悪霊払いSP
- 4月19日：プロ野球中継「阪神×巨人」（毎日放送制作）
- 4月26日：ここがヘンだよ日本の病院
- 5月3日：プロ野球中継「横浜×巨人」
- 5月10日：この人は誰!?スペシャル
- 5月17日：大捜索!! 涙の再会スペシャル
- 5月24日：プロ野球中継「広島東洋×巨人」（中国放送・TBS共同制作）
- 5月31日：激闘大家族スペシャル
- 6月7日：日本×韓国! 熱血警察24時（この後20時10分から「FIFAワールドカップ」中継があるので短縮）
- 6月14日：列島騒然! 熱血警察官24時（2週連続企画）
- 6月21日：妻たち最後の大爆発
- 6月28日：超熱血社員大激闘スペシャル
- 7月5日：ここがヘンだよ
- 7月12日：アニメ映画『プリンス・オブ・エジプト』
- 7月19日：究極のワケあり家計簿 ノゾき見スペシャル
- 7月26日：恐るべきコドモたち
- 8月2日：プロ野球中継「広島東洋×巨人」（中国放送・TBS共同制作。毎日放送制作協力）
- 8月9日：全国交通警察密着24時
- 8月16日：プロ野球中継「中日×巨人」（中部日本放送制作）
- 8月23日：日本の仰天三面記事18
- 8月30日：プロ野球中継「横浜×巨人」
- 9月6日：秋の皇室スペシャル'02
- 9月13日：乙武洋匡スペシャル!
- 9月20日：標的はあなた!大都会最新犯罪ファイル!手口完全公開!まさかの決定的瞬間SP
- 9月27日：みのもんた女の事件簿
- 10月4日：アジア大会
- 10月11日：今夜・・・涙の緊急放送!全国家出人テレビ公開大捜索!感動再会SP
- 10月18日：巨大病院救命最前線!母と子の命を救え!完全密着24時スペシャル
- 10月25日：プロ野球好珍プレー!シリーズ前夜祭!仁義なき日米決戦SP
- 11月1日：激闘大家族!大都会の4男5女!あの根間家に新しい弟ができた!激動の931日完全密着SP
- 11月8日：熱血警察官24時!秋の全国大捜査スペシャル
- 11月15日：逢いたい!お願い神様もう一度だけ!SP
- 11月22日：小室哲哉&KEIKO祝!完全独占生中継!!おめでとう結婚披露宴
- 11月29日：日本の仰天三面記事19
- 12月6日：ディズニーファミリーアニメSP豪華版!映画「ピーター・パン」
- 12月13日：発表!!第35回日本有線大賞
- 12月20日：CDTVオールヒット超豪華2002シングルどこよりも早い!年間ランキングTOP100
- 12月27日：ニッポン代表総登場!!スポーツ超好珍プレー完全決着SP2002!

### 2003年
- 1月10日：激闘大家族!大都会の3男4女!!愛は貧乏をそして年を越せたのかSP
- 1月17日：巨大病院救命最前線!緊急完全密着24時SP
- 1月24日：独占スクープ!あの北朝鮮不審船の真相が 明らかに!海上保安庁24時!!
- 1月31日：'03最新実録決定版!究極のワケあり家計簿超ノゾき見スペシャル第7弾
- 2月7日：全国交通警察密着24時直撃!!真冬の一斉捜査SP
- 2月14日：ビートたけし緊急SP "やってはいけない" 禁断の(秘)衝撃大実験!!
- 2月21日：全国家出人テレビ公開大捜索!涙の再会SP
- 2月28日：世界が驚く!完全実録日本の仰天三面記事18モノスゴイ実話大公開
- 3月7日：徳光&安住の感動再会"逢いたい!"SP
- 3月14日：皇室スペシャル'03愛子さま初めの一歩!美智子さま愛の宝物・・・家族の絆と軽井沢伝説
- 3月21日：SASUKE 2003春
- 3月28日：緊急生中継!サッカー国際親善試合「日本×ウルグアイ」
- 4月4日：プロ野球好珍プレー
- 4月11日：熱血警察官24時!春の大捜査スペシャル
- 4月18日：はなまるマーケット超豪華!祝1700回ＳＰ
- 4月25日：プロ野球中継「横浜×巨人」
- 5月2日：日本の仰天三面記事20
- 5月9日：本当の真実はこれだ!スクープ映像決定版!
- 5月16日：プロ野球中継「阪神×巨人」（毎日放送制作）
- 5月23日：超豪華!全部見せますワイドショー30年史!
- 5月30日：皇室スペシャル'03
- 6月6日：プロ野球中継「横浜×巨人」
- 6月13日：プロ野球中継「阪神×巨人」（毎日放送制作）
- 6月20日：美空ひばり没後15年独占特別企画「涙の新証言と絶唱!あの名曲でつづる52年新たなるひばり伝説」
- 6月27日：プロ野球中継「中日×巨人」（中部日本放送制作）
- 7月4日：全国交通警察密着24時
- 7月11日：プロ野球中継「阪神×巨人」（毎日放送制作）
- 7月18日：プロ野球中継「横浜×巨人」
- 7月25日：祝!1000回特別企画水戸黄門・34年間歴代ご老公&助さん格さん総出演スペシャル!! 「時代劇の最高傑作・水戸黄門の超ヒミツ」
- 8月1日：プロ野球中継「広島×巨人」（中国放送・TBS共同制作。毎日放送制作協力）
- 8月8日：徳光&安住の感動再会"逢いたい!"SP
- 8月15日：今夜決定!名湯&秘湯今すぐ行きたい!!2003あこがれ・・・夏の温泉宿ベスト30
- 8月22日：ビートたけし緊急SP "やってはいけない"
- 8月29日：必殺リフォーム!史上最大のボロ家大改造!3男3女9人大家族vs神ワザ四天王激闘SP
- 9月5日：母と子の生命を救え!巨大病院救命最前線・涙と感動の180日完全密着
- 9月12日：秋の皇室スペシャル'03愛子さま夏休み日記!美智子さま夢の軽井沢祈りの沖縄・・・花物語
- 9月19日：標的はあなた!大都会最新犯罪ファイルSPまさか!の決定的瞬間
- 9月26日：10周年だな!関口宏の東京フレンドパークII 愛と友情の好珍プレー来園1200人大公開スペシャル
- 10月3日：2003皇室スペシャル美智子さまご結婚45年秘蔵映像で甦る名場面昭和から平成の全記録「いつもあなたは優しく、美しかった・・・」
- 10月10日：オールスター赤面申告 ハプニング大賞2003秋
- 10月17日：プロ野球好珍プレー!祝!2003日本シリーズ明日開幕!スペシャル
- 10月24日：熱血警察官24時!秋の全国大捜査スペシャル
- 10月31日：衝撃映像スペシャル
- 11月7日：アサヒビールチャレンジアジア野球選手権「日本×韓国」
- 11月14日：日本人には分かるメェこれが世界の罪と罰2「あなたの常識大崩壊実在の超仰天法律集」ごみポイ捨てで人生が狂う国
- 11月21日：世界が驚く!完全実録日本の仰天三面記事!21あの有名人が見たモノスゴイ実話!
- 11月28日：キッズ・ウォースペシャル〜これでファイナル!ざけんなよ〜
- 12月5日：超豪華!芸能界50年史
- 12月12日：水戸黄門1000回直前スペシャル!愛されて34年・・・国民的時代劇のすべて見せます
- 12月19日：涙と感動!熱血研修医巨大病院救命最前線!真冬の完全密着24時スペシャル
- 12月26日：年末全国交通警察密着24時

### 2004年
- 1月2日：ぴったんこカン・カン vs SMAP/SMAP勝ったらビッグハットをあげますSP
- 1月9日：史上最強の占いバトル細木数子vsウンナン!超豪華!有名人100人怒濤の運命メッタ斬りSP!
- 1月16日：必殺リフォーム第3弾史上最大の超ボロ住宅神ワザ大改造!6男3女11人大家族激闘SP
- 1月23日：決定版!!全国10万人の温泉通が選んだ今すぐ行きたい・・・冬の湯宿
- 1月30日：徳光&安住の感動再会"逢いたい!"SP4
- 2月6日：完全実録!私を救った奇跡の瞬間!ココロに染みる真実の感動秘話
- 2月13日：お母さん帰ってきて!完全密着594日!3男4女8人激闘大家族!涙の大捜索スペシャル
- 2月20日：標的はあなた!大都会最新犯罪ファイルスペシャル7まさか!の決定的瞬間
- 2月27日：スター誕生伝説2004!!テレビ初公開!超豪華芸能人のデビュー映像&(秘)ストーリーSP!!
- 3月5日：報道特別番組「告白〜私がサリンを撒きました〜オウム10年目の真実」教祖を追いつめた林郁夫受刑者と自白に導いた刑事の567日
- 3月12日：熱血警察官24時!春の全国一斉大捜査SP!
- 3月19日：春の皇室スペシャル'04愛子さま元気いっぱい美智子さま沖縄紀行・・・命きらめく南の島物語
- 3月26日：渡る世間は鬼ばかりいよいよ始まるよ記念!"幸楽"開店!超豪華有名人で大繁盛SP!!
- 4月2日：史上最強の占いバトル細木数子vsウンナン超豪華!有名人100人怒濤の運命メッタ斬りSP!
- 4月9日：ザ・プライスハンター史上最強の"激安王"1決定戦!日本全国驚異の激安ランキング!今夜生放送で完全決着
- 4月16日：プロ野球中継「広島×巨人」（中国放送・TBS共同制作。毎日放送制作協力）
- 4月23日：プロ野球中継「阪神×巨人」（毎日放送制作）
- 4月30日：ビートたけし緊急SP "やってはいけない"
- 5月7日：プロ野球中継「広島×巨人」（中国放送・TBS共同制作。毎日放送制作協力）
- 5月14日：もう時効だョ全員集合 史上最強!花の芸能界オフレコトークバトル
- 5月21日：巨大店オープン大戦争知ってビックリ!裏のウラ!スーパー銭湯vsパチンコvs巨大水族館大激闘スペシャル
- 5月28日：2004アテネ五輪バレーボール世界最終予選・男子「日本×カナダ」
- 6月4日：ボクシング「佐藤修&坂田健史ダブル世界タイトルマッチ」
- 6月11日：1億3000万人が笑う!お笑いネタの大辞典
- 6月18日：若手芸人は見た!実録(秘)芸能界・本当にあったコワーイ話スペシャル
- 6月25日：豪華競演!!サスペンス四大女優の旅・決定版　私だけが知っている超穴場全て教えますSP
- 7月2日：子供たちの命を救え!巨大救命病院密着24時
- 7月9日：全国交通警察密着24時真夏の一斉大捜査SP
- 7月16日：マチャミ温泉あこがれ!夏の温泉宿今すぐ行きたい!!2004名湯&秘湯スペシャル
- 7月23日：プロ野球中継「横浜×巨人」
  - 中止の場合：あの大家族に何が!?9男6女孫4人20人大家族旅立ちSP
- 7月30日：プロ野球中継「阪神×巨人」（毎日放送制作）
  - 中止の場合：あの大家族に何が!?9男6女孫4人20人大家族旅立ちSP
- 8月6日：超豪華!2000回記念はなまるマーケット!真夏の大感謝祭
- 8月13日：全国交通警察密着24時真夏の一斉大捜査SP
- 8月20日：プロ野球中継「広島×巨人」（中国放送・TBS共同制作。毎日放送制作協力）  
  - 中止の場合：あの大家族に何が!?9男6女孫4人20人大家族旅立ちSP
- 8月27日：必殺リフォーム!史上最大のボロ家大改造! 6男1女9人大家族vs神ワザ四天王激闘SP
- 9月3日：中居正広＆久保純子の奇跡のアテネ五輪2004金メダル(秘)エピソード涙と感動に完全密着!
- 9月10日：秋の皇室スペシャル'04雅子さま笑顔への道・・・空白280日苦悩の真相
- 9月17日：さよなら母さん!涙の別れ!!完全密着810日!激闘大家族!3男4女8人・・・新たなる旅立ちスペシャル
- 9月24日：上沼恵美子は見た!日常ワイド劇場
- 10月1日：世界の大富豪決定版!!驚異のウルトラ金儲け術&スーパー大散財!!すべて見せますSP!!
- 10月8日：オールスター赤面申告 ハプニング大賞2004秋
- 10月15日：超濃縮蔵出し映像満載スポーツ好珍プレー秋全世界に気合いだSP
- 10月22日：2004プロ野球日本シリーズ 第5戦「西武×中日」
- 10月29日：若手芸人は見た!実録（秘）芸能界・本当にあったコワーイ話スペシャル
- 11月5日：日米野球2004 第1戦「全日本×大リーグ」
- 11月12日：久本&今田のお笑いネタの大辞典!!
- 11月19日：おめでとう!紀宮さまご婚約へ・・・美智子さまと歩んだ35年間の軌跡
- 11月26日：日本全国!こだわりのマイホーム!!行ってビックリ!見て仰天!これぞ珍邸豪邸決定版!!
- 12月3日：徳光&安住の感動再会"逢いたい!"SP5
- 12月10日：激闘子育てスペシャル東京下町五つ子ちゃん成長記第11弾!
- 12月17日：たけしの緊急警告SP 絶対やってはいけない
- 12月24日：熱血警察官24時!年末全国一斉大捜査SP!
- 12月31日：第46回日本レコード大賞

### 2005年
- 1月7日：ザ・鑑識捜査官!奇跡のマル秘捜査テクが凶悪犯のウソを暴く!
- 1月14日：阪神淡路大震災10年 特別企画 悲しみを勇気にかえて
- 1月21日：若者たちを救え!夜回り先生13年の闘い 壮絶密着240日
- 1月28日：ザ・特許ハンター 私はこれで○億円儲けましたスペシャル!!
- 2月4日：史上最強節約バトル!究極のワケあり家計簿目指せ100万円大貯金スペシャル
- 2月11日：豪華競演!!日本全国サスペンス三大女優＆あの帝王が行く極上の癒し旅決定版!!
- 2月18日：ウンナン史上最大指令 東京横断IQバトル!!
- 2月25日：今なら話せる(秘)失敗談超豪華スター赤裸々告白芸能界(秘)赤っ恥大賞!!
- 3月4日：輝け!芸能人が選んだ全世界映像アカデミー大賞!!
- 3月11日：久本・今田のお笑いネタの大辞典!!4
- 3月18日：母となる日のために～初公開女子少年院1165日の真実～
- 3月25日：金曜ドラマ 25年目の贈る言葉 3年B組金八先生〜涙の卒業式スペシャル
- 4月1日：オールスター赤面申告 ハプニング大賞2005春
- 4月8日：本当にあった仰天実録!奇跡の裏技で危機脱出!ザ!オキテヤブリ
- 4月15日：大反響シリーズ完結編激闘大家族スペシャル母さん、私の子供を抱いて・・・ママになった16歳長女悲願の再会!涙と感動の密着1020日今夜ついに最終章
- 4月22日：全国交通警察密着24時 春の一斉大捜査SP!
- 4月29日：プロ野球中継「広島東洋×巨人」（中国放送・TBS共同制作。毎日放送制作協力）
  - 中止の場合：プロ野球好珍プレー想定外の強烈映像放出日米開幕ダッシュSP
- 5月6日：プロ野球交流戦「楽天×巨人」（東北放送制作）
  - 中止の場合：プロ野球好珍プレー想定外の強烈映像放出仁義なき日米決戦SP
- 5月13日：運命の!?血液スペシャル キレイなカラダになる生活革命
- 5月20日：若手芸人は見た!実録(秘)芸能界本当にあった仰天伝説スペシャル!!
- 5月27日：上沼恵美子は見た!日常ワイド劇場
- 6月3日：発見!奇跡のアミノ酸夏までにキレイになるカラダ改善研究所
- 6月10日：美空ひばり十七回忌今、甦る!最期の熱唱独占秘蔵映像アルバム永遠の歌姫不死鳥伝説
- 6月17日：怪傑ドクター2
- 6月24日：プロ野球中継「阪神×巨人」（毎日放送制作）
  - 中止の場合：激闘大家族SP!お母さんの闘病日記・・・愛と感動の294日間
- 7月1日：実録!救命病棟24時必ず救ってみせる!!
- 7月8日：プロ野球中継「広島東洋×巨人」（中国放送・TBS共同制作。毎日放送制作協力）
  - 中止の場合：激闘大家族SP!お母さんの闘病日記・・・愛と感動の294日間
- 7月15日：借金王!ドツボの法則
- 7月22日：感動劇場!家族シネマ一生に一度・・・大切な人に贈る愛のメッセージ
- 7月29日：標的はあなた!大都会最新犯罪ファイル!!真夏の緊急逮捕SP!
- 8月5日：TBSテレビ50周年 〜戦後60年特別企画〜 「"ヒロシマ" あの時原爆投下は止められた・・・いま、明らかになる悲劇の真実」
- 8月12日：ボイスレコーダー 〜残された声の記録〜 ジャンボ機墜落20年目の真実
- 8月19日：たけしの緊急警告SP 絶対やってはいけない
- 8月26日：プロ野球中継「阪神×巨人」（毎日放送制作）
  - 中止の場合：夏の美味と大自然ローカル列車の旅
- 9月2日：あなたも狙われている緊急警告! "悪徳サギ" 最新ウラ手口完全撃退スペシャル
- 9月9日：史上最強の人間ドック ザ・快傑ドクター3 芸能人の寿命ぜ〜んぶ大宣告SP
- 9月16日：人はなぜ突然消えた!? "ザ・神隠し" ナゾの失踪者を追え!!
- 9月23日：激突!追跡!緊急出動!海の修羅場を大激撮!!海上保安庁密着24時!
- 9月30日：オールスター赤面申告 ハプニング大賞2005秋
- 10月7日：激撮!事件列島24時!全国熱血警察官大捜査スペシャル
- 10月14日：噂の別冊東京マガジンTRY娘!!世界を行く怖いもの知らず初体験スペシャル
- 10月21日：豪華!芸能界四大淑女貴女の生きザマ教えてください!スペシャル
- 10月28日：秋の皇室スペシャル '05美智子さまの愛と祝福母として...紀宮さまへ
- 11月4日：保険金!こんな時おりる!?おりない!?大検証 "平成!!保険の達人"
- 11月11日：野球・KONAMICUPアジアシリーズ2005 〜東京ドーム興農ブルズ(台湾)×ロッテ
- 11月18日：高度10000Mの恐怖!『ザ・航空パニック』
- 11月25日：上沼恵美子は見た!(秘)日常ワイド劇場第4弾
- 12月2日：超壮絶!鬼嫁vs鬼姑!この世に鬼は実在した全日本悪女グランプリ
- 12月9日：緊急特番!巨大地震が日本を襲う日 大津波は?大火災は?その時あなたの街はこうなる
- 12月16日：世にも不思議な超偶然事件簿!アレは奇跡?奇跡じゃないってば2
- 12月23日：史上最強の人間ドック ザ・快傑ドクター4!
- 12月30日：SASUKE 2005冬